# 와룡생
와룡생(중국어 정체자: 臥龍生, 병음: Wòlóng Shēng 워룽성[*], 1930년 5월 5일~1997년 3월 23일)이라는 필명으로 잘 알려진 뉴허팅(중국어: 牛鶴亭, 병음: Niú Hètíng, 한자음: 우학정)은 중화민국의 무협 소설 작가이다.
1930년 5월 5일, 중국(국민정부 시대 중화민국 대륙 본토)의 허난 성 난양 지역의 전핑현에서 태어났다. 초등학교 5학년 때였던 1939년에 일가족들과 함께 타이완 성 타이난으로 건너가 정착한 이후, 1947년 당시 소년 시절부터 중화민국 육군 부사관 하사로 군에 몸담아 체계적인 교육을 받지 못했으나 일찍부터 환주러우주(還珠樓主), 왕두루(王度廬)，주전무(朱貞木) 등 구파무협명가(舊派武俠名家)의 작품을 읽기 좋아하였으며, 문장에 능하고 상상력과 재치가 풍부했다.
무협 소설은 1955년 중화민국 육군 장교 중위로 퇴역한 후 친구의 권유로 쓰기 시작했다. 1957년 봄 와룡생(臥龍生)이라는 필명으로, 성공일보(成功晩報)에 첫 작품 《풍진협은》(風塵俠隱)을 발표했다. 또 민성일보(民聲日報)에 《경홍일검진강호》(驚虹一劍震江湖)를 실어 호평을 받았다.
1958년 《비연경룡》(飛燕驚龍)과 1959년 《철적신검》(鐵笛神劍)을 잇달아 발표하고 이듬해 《옥차맹》(玉釵盟)을 냈다. 이 작품들은 각각 대화만보(大華晩報)，상해일보(上海日報), 중앙일보(中央日報)에 연재되어 타이완 전역을 들끓게 하였고 그 결과 와룡생은 타이완무협태두(台灣武俠泰斗)라는 지위에 오르게 되었다.
와룡생은 60년대 초반에 《천향표》(天香飇), 《강설현상》(絳雪玄霜) 등 다수의 걸작들을 발표하여 전성기를 누렸으며 TV 드라마 제작자로서 활동하기도 하였다. 1970년대에도 꾸준히 작품을 발표하였으나 크게 성공하지 못했다. 그러나 생활고에 시달려 자신의 필명을 출판사에 팔아 1980년대에 출판된 소설들은 대부분 위작으로 판명되어 그 명성에 누를 끼치게 되었다.
1997년 3월 23일, 병으로 앓다가 향년 67세로 사망했다.

## 작품
도용작과 위작이 많은 와룡생 무협소설의 진본이 공식적으로 확인된 바 없다. 아래 목록은 와룡생의 사망 소식을 전하는 타이완의 일간지에 실렸던 목록이다. 부연된 책이름들은 대한민국에서 번역, 출판된 와룡생의 작품의 제목이다.
- 《풍진협은》(風塵俠隱) 1957년:
- 《경홍일검진강호》(驚鴻一劍震江湖) 1957년:
- 《비연경룡》(飛燕驚龍) 1959년: 비룡(飛龍), 비룡문(飛龍門), 귀원비급
- 《철적신검》(鐵笛神劍) 1959년: 의협지(義俠誌), 철적신검(鐵笛神劍)
- 《옥차맹》(玉釵盟) 1960년: 군협지(群俠誌), 비호지(飛虎誌), 군웅지(群雄誌), 정무문(精武門)
- 《천향표》(天香飇) 1961년: 웅검지(雄劍誌)
- 《무명소》(無名簫) 1961년: 무명소(無名簫)
- 《강설현상》(絳雪玄霜) 1963년: 무유지(武遊誌), 군웅문(群雄門), 무유대전(武遊大典)
- 《소수겁》(素手劫) 1963년: 야적(夜笛), 천룡기(天龍記), 절대영웅
- 《천애협려》(天涯俠侶) 1963년 + 《천마상의》(天馬霜衣) 1963년: 천애기(天涯記)
- 《천검절도》(天劍絶刀) 1964년: 무림천하, 천검절도(天劍絶刀), 생사교(生死較), 좌소백(左少白)
- 《금검조령》(金劍雕翔) 1964년 + 《악소채》(岳小釵) 1964년: 금검지(金劍誌), 원본금검지, 대풍
- 《풍우연귀래》(風雨燕歸來) 1965년: 비연(飛燕), 비룡검(飛龍劍), 금검지(金劍誌)
- 《쌍봉기》(雙鳳旗) 1965년: 쌍봉기(雙鳳旗), 금봉문(金鳳門)
- 《천학보》(天鶴譜) 1965년: 천학보(天鶴譜)
- 《칠절검》(七絶劍) 1966년: 환정검(還情劍)
- 《표화령》(飄花令) 1967년: 표화령(飄花令), 무유지(武遊誌)
- 《지검위매》(指劍爲媒) 1968년: 지검위매(指劍爲媒)
- 《취수옥환》(翠袖玉環) 1969년: 취수옥환(翠袖玉環), 충의문(忠義門)
- 《혈검단심》(血劍丹心) 1970년:
- 《표기》(鏢旗) 1969년: 표기(鏢旗), 팔진검, 대황하(大黃河)
- 《신주호협전》(神州豪俠傳) 1970년:
- 《한매오상》(寒梅傲霜) 1970년: 자룡기(紫龍旗), 양자강의 혈투
- 《옥수점장록》(玉手點將錄) 1971년:
- 《금봉전》(金鳳剪) 1972년:
- 《비령》(飛鈴) 1972년: 무당검파(武當劍派)
- 《팔황비룡기》(八荒飛龍記) 1972년:
- 《무형검》(無形劍) 1973년:
- 《금필점룡기》(金筆點龍記) 1973년: 노호령(怒虎嶺)
- 《연쇄강호》(煙鎖江湖) 1975년:
- 《요화방응전》(搖花放鷹傳) 1975년:
- 《화봉》(花鳳) 1975년:
- 《춘추필》(春秋筆) 1975년:
- 《유령사염》(幽靈四艶) 1976년:
- 《검무흔》(劍無痕) 1977년:
- 《천룡갑》(天龍甲) 1978년: 옥녀천룡갑(玉女天龍甲), 잠행기(潛行記)
- 《흑백검》(黑白劍) 1979년:
- 《비화축월》(飛花逐月) 1984년:
- 《검기동철구중천》(劍氣洞徹九重天) 1989년:
- 《금검단심》(金劍丹心) 1989년: